# 顔のないヒトラーたち
『顔のないヒトラーたち』（かおのないヒトラーたち、独: Im Labyrinth des Schweigens「沈黙の迷宮」）は2014年のドイツ映画。フランクフルトを舞台に、ナチスドイツによるホロコーストに関わった収容所の幹部を戦後ドイツ人自身によって裁いた1963年のフランクフルト・アウシュビッツ裁判開廷までの道のりを、フィクションを交えつつ事実に基づいて描いた人間ドラマである。

## あらすじ
1950年代末、ドイツ経済の奇跡が起こった頃、第二次世界大戦の出来事は徐々に忘れ去られようとしている。
ジャーナリストのトーマス・グニルカの知人のシモン・キルシュが学校の校庭で見かけた教師は、キルシュがアウシュビッツ絶滅収容所に収容されていたときの元看守であるという情報をもたらした。グニルカはフランクフルトの裁判所に告発しようとしたが拒絶される。しかし、若い検事ヨハン・ラドマンがこの事件を担当し、検事総長フリッツ・バウアーの支援を得て調査を開始する。
ラドマンは、強制収容所で行われた犯罪を証言できる犯人や証人を探している。ラドマンとグニルカは、画家キルシュのアパートの鞄の中から、強制収容所で囚人を殺したナチス親衛隊（SS）隊員のリストを発見する。ソ連軍によって強制収容所が解放されたときに持って来たものだという。
ラドマンと同僚は、ドイツ連邦共和国中の電話帳から、SS隊員リストに該当する人物をリストアップする。フランクフルトのアメリカン・ドキュメント・センターで、さらに詳しい資料も見つけることができた。
当局の頑強な抵抗にもかかわらず、ラドマンはルドルフ・ヘス収容所長の副官ロベルト・ムルカやアウシュビッツの最後の収容所長リヒャルト・ベーアなどを逮捕させることができた。しかし、SSの医師ヨーゼフ・メンゲレは逮捕することができなかった。
ラドマンは、再婚するという母親の相手がナチス党員だったと反対するが、母親は「あなたの父（母親の夫）もナチス党員だった。ナチス時代には皆、党員にならざるを得なかった」と反論し言い争いになる。さらに、恋人のマレーネの父親の身元を調べるとナチス党員だったことがわかり、彼女との関係がうまくいかなくなる。こうした厳しい状況に耐えかねて酒に溺れるようになり、戦友のグニルカとも仲違いし、バウアーに対して辞表を出す。しかし、法律事務所に勤めようと面接に行くと、以前、ラドマンが、収容所の看守だった人物の取り調べを行った際に、収容所に到着した人々をランプで選別していたこの容疑者の行いを冷笑的に認めた弁護士といっしょに働くことを求められる。結局、ラドマンは検察庁に戻ることにする。バウアーは預かっていたラドマンの辞表を破り捨てる。
努力は実を結び、1963年に最初のアウシュビッツ裁判が始まった。フリッツ・バウアーが陪審裁判の審理に臨むラドマンとハラーに対し「諸君 歴史を塗り替えるぞ」、ラドマンに対して「誇りに思う」と言い、審理開始のために法廷の扉が閉じられるところで映画は終わる。

## キャスト
- ヨハン・ラドマン（検事） - アレクサンダー・フェーリング（ドイツ語版）
- マレーネ・ウォンドラック - フリーデリーケ・ベヒト（ドイツ語版）
- トーマス・グニルカ（ドイツ語版）（記者） - アンドレ・シマンスキ（ドイツ語版）
- オット・ハラー（検事） - ヨハン・フォン・ビューロー（ドイツ語版）
- フリッツ・バウアー（ドイツ語版）（検事総長） - ゲルト・フォス（ドイツ語版）
- シモン・キルシュ -  ヨハネス・クリシュ（ドイツ語版）
- ウォルター・フリードベルク（検事正） - ロベルト・ハンガー＝ビューラー（ドイツ語版）
- エリカ・シュミット（秘書） - ハンシ・ヨクマン（ドイツ語版）
- ヘルマン・ラングバイン（ドイツ語版） - ルーカス・ミコ（ドイツ語版）

## スタッフ
- 監督：ジュリオ・リッチャレッリ（ドイツ語版）
- 脚本：エリザベト・バルテル
- 製作：ヤコブ・クラウセン（ドイツ語版）、ウリ・プッツ（ドイツ語版）、サビーヌ・ランビ
- 音楽：ニキ・ライザー（ドイツ語版）、セバスチャン・ピレ（ドイツ語版）
- 撮影：マルティン・ランガー（ドイツ語版）、ロマン・オーシン
- 編集：アンドレア・メルテンス（ドイツ語版）

## 受賞歴
- バイエルン映画賞（ドイツ語版） 主演男優賞
- レ・ザルク・ヨーロピアン映画祭 観客賞・審査員特別賞